# Thần kinh sống cổ VI
Thần kinh sống cổ VI (C6) là dây thần kinh sống thuộc đoạn cổ của tủy sống. Thần kinh rời khỏi ống sống, thoát ra từ bờ trên đốt sống cổ VI (C6) hay bờ dưới đốt sống cổ V (C5).
Rễ thần kinh C6 hợp với rễ thần kinh C5, vận động và cảm giác cho các cơ vùng đai xoay và cẳng tay, bao gồm:
- Cơ dưới đòn
- Cơ trên gai
- Cơ dưới gai
- Cơ nhị đầu cánh tay
- Cơ cánh tay
- Cơ delta
- Cơ tròn bé
- Cơ cánh tay quay
- Cơ răng trước
- Cơ dưới vai
- Cơ ngực lớn
- Cơ quạ - cánh tay
- Cơ tròn lớn
- Cơ ngửa
- Cơ duỗi cổ tay quay ngắn
- Cơ duỗi cổ tay quay dài
- Cơ lưng rộng

Tổn thương thần kinh vận động C6 do thiếu máu cục bộ, chấn thương hoặc thoái hóa mô thần kinh có thể ảnh hưởng tới cơ mà thần kinh chi phối, như teo cơ và các biến chứng thứ phát khác.